# Reprezentacja Norwegii w koszykówce kobiet
Reprezentacja Norwegii w koszykówce kobiet – drużyna, która reprezentuje Norwegię w koszykówce kobiet. Za jej funkcjonowanie odpowiedzialny jest Norweski Związek Koszykówki.